# Långsjön (Bräcke socken, Jämtland)
Långsjön är en sjö i Bräcke kommun i Jämtland och ingår i Ljungans huvudavrinningsområde. Sjön har en area på 0,051 kvadratkilometer och ligger 464 meter över havet.

## Delavrinningsområde
Långsjön ingår i det delavrinningsområde (694592-149434) som SMHI kallar för Mynnar i Harrån. Medelhöjden är 352 meter över havet och ytan är 17,93 kvadratkilometer. Det finns inga avrinningsområden uppströms utan avrinningsområdet är högsta punkten. Lombäcken som avvattnar avrinningsområdet har biflödesordning 3, vilket innebär att vattnet flödar genom totalt 3 vattendrag innan det når havet efter 114 kilometer. Avrinningsområdet består mestadels av skog (89 procent). Avrinningsområdet har 0,05 kvadratkilometer vattenytor vilket ger det en sjöprocent på 0,3 procent.